# Lapp Holding

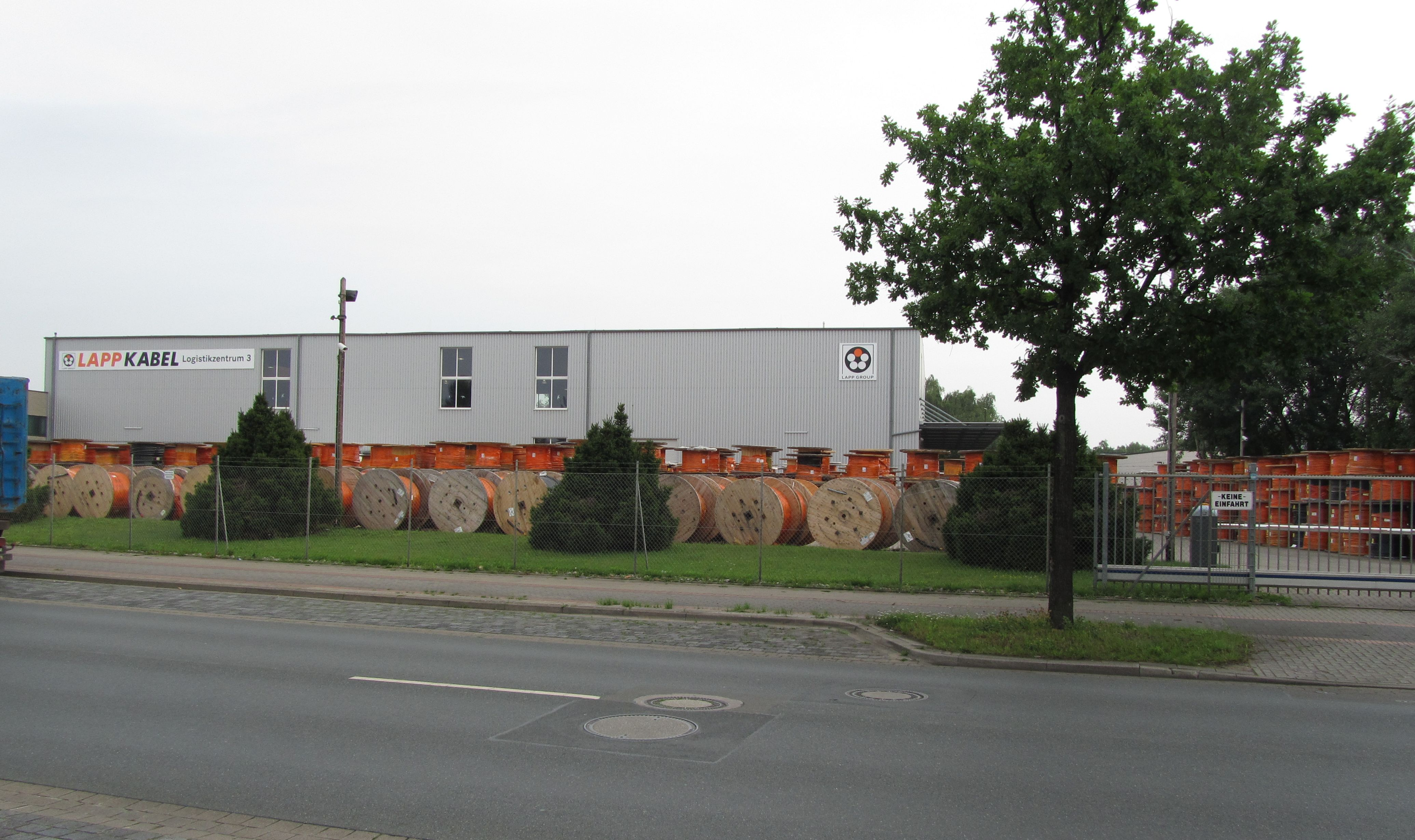
Logistikzentrum in Hannover

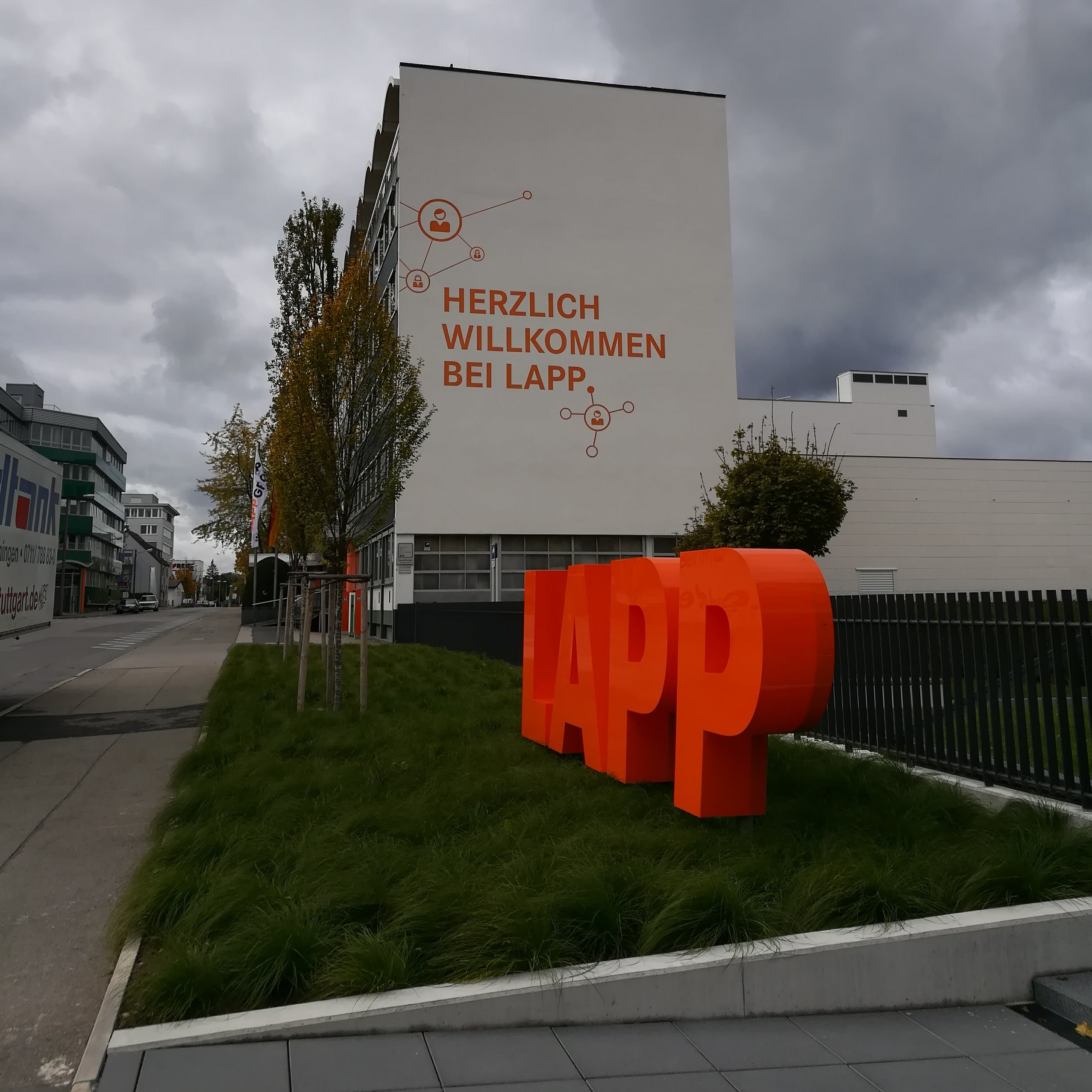
Firmensitz in Stuttgart-Möhringen

Die Lapp Holding SE ist die Konzernobergesellschaft der Lapp-Gruppe, einer weltweit tätigen Unternehmensgruppe im Bereich der Verbindungstechnologie mit Sitz in Stuttgart. Alle Aktien der SE befinden sich im Besitz der Familie Lapp.

## Unternehmensprofil
Die Lapp-Gruppe ist ein Anbieter von integrierten Lösungen und Markenprodukten im Bereich der Kabel- und Verbindungstechnik. Zum Portfolio der Gruppe gehören Kabel und flexible Leitungen, Industriesteckverbinder und Verschraubungstechnik, individuelle Konfektionslösungen; Kabel für die Automatisierungstechnik und Robotik sowie technisches Zubehör. Der Kernmarkt der Lapp-Gruppe ist der Maschinen- und Anlagenbau. Weitere Absatzmärkte sind die Lebensmittelindustrie, der Energiesektor und Mobilität.
Die Lapp Gruppe ist weltweit tätig mit 51 eigenen Vertriebsgesellschaften, 18 Fertigungsstandorten und über 100 Auslandsvertretungen.

## Geschichte
1959 gründeten Ursula Ida Lapp und ihr Ehemann Oskar Lapp in Stuttgart die U.I. Lapp KG zur Herstellung und zum Vertrieb seiner Erfindung Ölflex, der ersten industriell gefertigten flexiblen Steuerleitung mit Farbcodierung. Im Jahr 1979 wurde in den USA die erste Auslandsniederlassung gegründet. In der Folge wurde das Unternehmen zum global agierenden und zu einem der weltweit führenden Anbieter von integrierten Lösungen und Markenprodukten für Kabel- und Verbindungstechnik. Etwa seit 2010 liefert Lapp Kabel für Elektroautos und bietet seit 2020 auch Ladelösungen an (Lapp Mobility).

## Produkte
Das Unternehmen stellt Produkte aus vier Produktbereichen her: Kabel und Zubehör, Industriesteckverbinder, Systemlösungen und Kommunikationstechnik.
Im Bereich Kabel und Zubehör werden Anschluss- und Steuerleitungen, Schleppkettenleitungen, Leitungen für Servomotoren, temperaturbeständige Leitungen, sowie Daten-, LSN- und Busleitungen angeboten. Der Bereich Industriesteckverbinder stellt Rechteck- und Rundsteckverbinder, sowie Montagesysteme für Elektro- und Nachrichtentechnik, Mess-/Prüf- und Regeltechnik, Maschinenbau und Gerätetechnik her. Hinzu kommen Automatisierungsprodukte für Profibus- und Interbus-Anwendungen. Als Systemlösungen bietet das Unternehmen kundenspezifische individuelle Systemlösungen von der Entwicklung über die Produktion bis zur Logistik und Dienstleistung an. Der Bereich Kommunikationstechnik stellt aktive Netzwerkkomponenten, Firewalls für die Industrie mit VPN-Funktionalität, sowie weiteres Zubehör und Service (Consulting, Netzdesign und Planung, Analyse und Support) an. Des Weiteren werden Industrievideolösungen und Prozessüberwachung angeboten.
Zu den Marken des Unternehmens gehören Ölflex (flexible, ölbeständige Anschluss- und Steuerleitungen), Hitronic (LWL-Kabel für die Datenübertragung), Unitronic (Datenleitungen für verschiedene Anwendungen), Epic (flexible Industriesteckverbinder), Skintop (universelle Kabeleinführungs-Systeme), Silvyn (Schutzschläuche und Energieführungsketten zum Schutz von Kabeln und Leitungen), Fleximark (Beschriftungs-Systeme) und Etherline (Komponenten und Systemlösungen für die aktive Netzwerktechnik).

## Soziales Engagement
Die Unternehmensgruppe engagiert sich schwerpunktmäßig im Bereich der Medizinforschung. In Zusammenarbeit mit der Deutschen Gesellschaft für Kardiologie – Herz- und Kreislaufforschung fördert die 1992 gegründete Oskar-Lapp-Stiftung junge Wissenschaftler, die an Forschungsprojekten im Bereich der Kardiologie arbeiten. Außerdem unterstützt die Lapp-Gruppe das Shark Project zur Rettung der bedrohten Tiergattung der Haie. Daneben werden mehrere regionale Projekte an den Standorten der Unternehmensgruppe unterstützt.